# پراتسکوویتسه ناد لابم
پراتسکوویتسه ناد لابم (به چکی: Prackovice nad Labem) یک منطقهٔ مسکونی در جمهوری چک است که در ناحیه لیتومیریتسه واقع شده‌است. پراتسکوویتسه ناد لابم ۸٫۰۸ کیلومتر مربع مساحت و ۵۷۱ نفر جمعیت دارد و ۱۷۰ متر بالاتر از سطح دریا واقع شده‌است.